# Équipe cycliste Servetto
Cet article concerne l'équipe féminine. Pour l'équipe masculine, voir Équipe cycliste Geox-TMC.
L'équipe cycliste Servetto est une équipe cycliste féminine basée en Italie, à Asti dans le Piémont, active entre 2013 et 2022. Elle est dirigée par Dario Rossino.

## Histoire de l'équipe

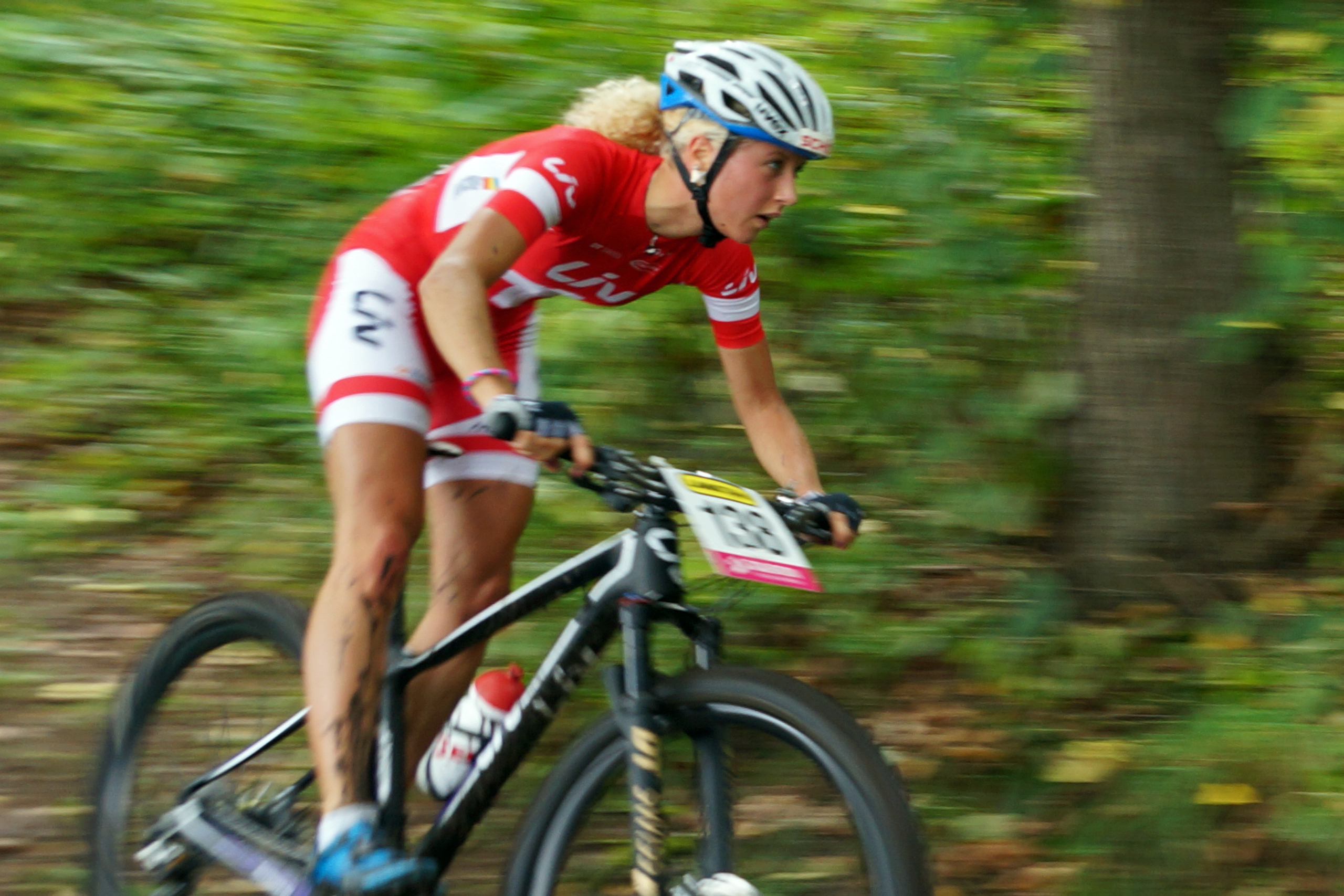
Jolanda Neff rejoint l'équipe en 2015 pour les courses sur route

L'équipe a son siège à Asti dans le Piémont.

## Principales victoires

### Compétitions internationales
VTT
- Championnats d'Europe : 1
  - Cross-country : 2015 (Jolanda Neff[2])
- Jeux européens : 1
  - Cross-country : 2015 (Jolanda Neff[2])

### Championnats nationaux
Cyclisme sur route

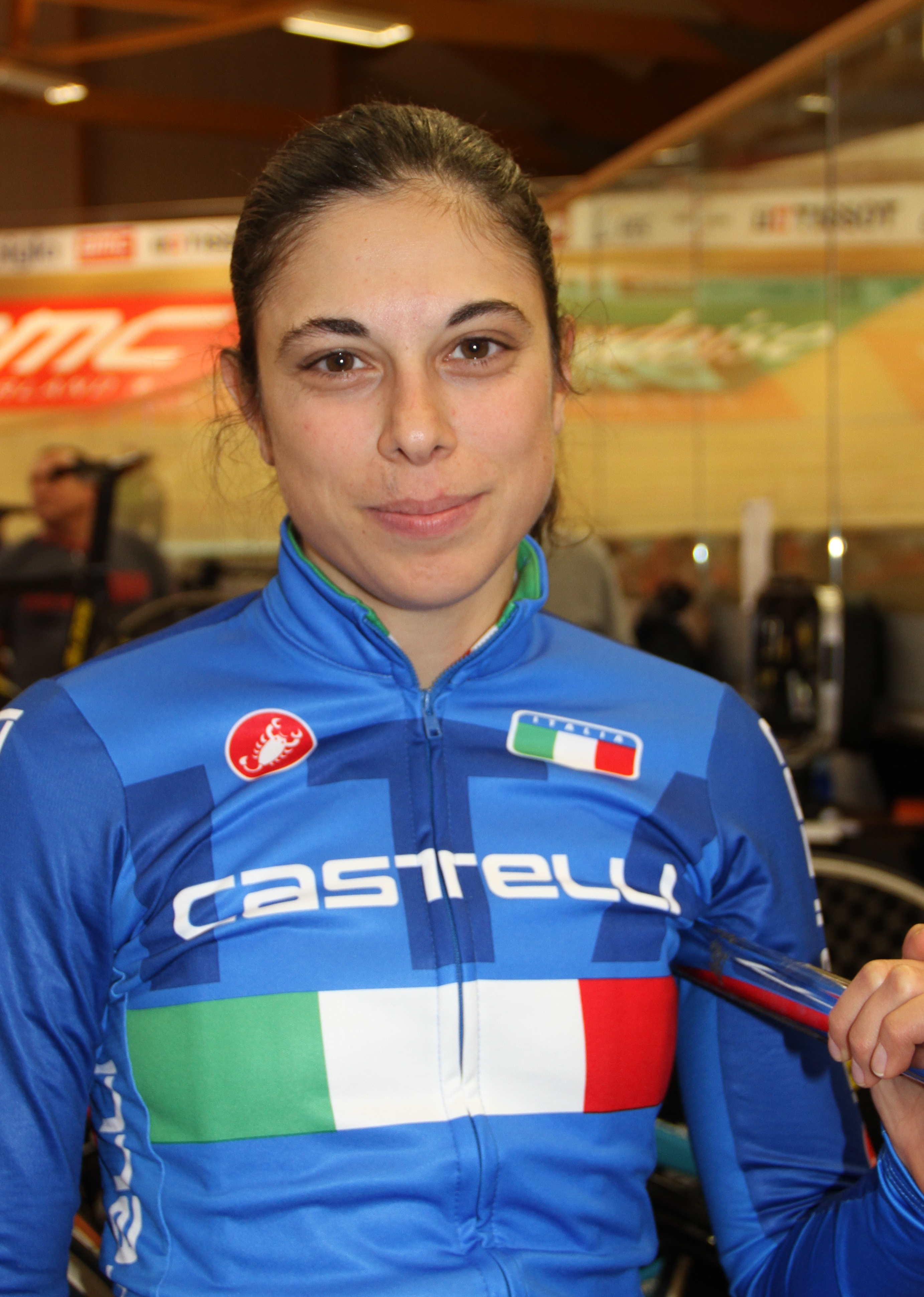
La sprinteuse Annalisa Cucinotta fait partie de l'équipe en 2014

- Championnats du Kazakhstan : 1
  - Contre-la-montre : 2017 (Natalya Sokovniva)
- Championnats de Lettonie : 2
  - Course en ligne : 2016 (Lija Laizane )
  - Contre-la-montre : 2016 (Lija Laizane )
- Championnats de Russie : 3
  - Course en ligne : 2015 (Anna Potokina), 2019 (Alexandra Goncharova)
  - Contre-la-montre : 2015 (Tatiana Antoshina)
- Championnats de Suisse : 1
  - Course en ligne : 2015 (Jolanda Neff)

Cyclisme sur piste
- Championnats d'Italie  : 1
  - Scratch : 2014 (Annalisa Cucinotta)

## Classements UCI
Ce tableau présente les places de l'équipe Servetto Footon au classement de l'Union cycliste internationale en fin de saison, ainsi que ses meilleures coureuses au classement individuel.
| Année | Classement par équipes | Meilleure coureuse au classement individuel |
| 2013  | 34e                    | Annalisa Cucinotta (306e)                   |
| 2014  | 17e                    | Natalia Boyarskaya (73e)                    |
| 2015  | 19e                    | Jolanda Neff (46e)                          |
| 2016  | 15e                    | Jolanda Neff (43e)                          |
| 2017  | 32e                    | Kseniya Dobrynina (134e)                    |
| 2018  | 30e                    | Mosana Debesay (109e)                       |
| 2019  | 30e                    | Mosana Debesay (103e)                       |
| 2020  | 46e                    | Kseniya Dobrynina (503e)                    |
| 2021  | 43e                    | Lina Svarinska (176e)                       |

L'équipe a intégré la Coupe du monde dès sa création en 2014. Le tableau ci-dessous présente les classements de l'équipe sur ce circuit, ainsi que sa meilleure coureuse au classement individuel.
| Année | Classement par équipes | Meilleure coureuse au classement individuel |
| 2013  | 21e                    | Annalisa Cucinotta (94e)                    |
| 2014  | 16e                    | Annalisa Cucinotta (45e)                    |
| 2015  | 27e                    | Jolanda Neff (38e)                          |

À partir de 2016, l'UCI World Tour féminin a remplacé la Coupe du monde.
| Année | Classement par équipes | Meilleure coureuse au classement individuel |
| 2016  | 19e                    | Huang Ting-ying (29e)                       |
| 2017  | 21e                    | Kseniya Dobrynina (61e)                     |
| 2018  | 39e                    | Anna Potokina (177e)                        |
| 2019  | 37e                    | Alexandra Goncharova (202e)                 |
| 2020  | 32e                    | Sara Casasola (164e)                        |
| 2021  | -                      | -                                           |

## Encadrement
Depuis 2013, Dario Rossino est le directeur sportif de l'équipe et son dirigeant tandis que Stefano Bortolato est le président et représentant auprès de l'UCI. Elena Bertolino est directrice sportive en 2013. En 2015, ce poste est occupé par Sergei Morozov et Luisiana Pegoraro. Le premier était directeur sportif de l'RusVelo l'année précédent tandis que la seconde auparavant directrice sportive de l'équipe Alé Cipollini. En 2016, Gianguido Campaner est vice-président de l'équipe, Sergio Rissone directeur sportif adjoint. Cesare Sana est mécanicien, Alberto Dalmasso masseur. En 2017, Gianpiero Passarino est directeur sportif adjoint,.

## Partenaires
Les partenaires principaux de l'équipe sont Servetto, une entreprise italienne de rangement pour armoires, et Footon une société suisse produisant des équipements de musculation. En 2015, Green Paper Recycling, Suomy, Indiba activ, Rosti, pro Action, Six2, Makhymo, Ambrosio et Dama 24 sont également parrains de la formation.
Les cycles de la marque Giusta sont équipés de groupes Shimano, de selles SMP.

## Saisons précédentes

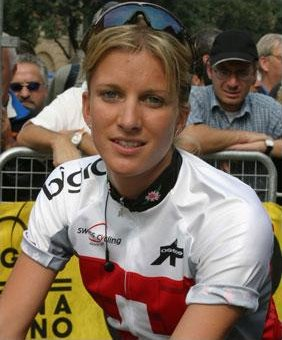
Nicole Brändli sort de sa retraite et rejoint l'équipe en 2016

## Servetto-Makhymo-Beltrami TSA en 2022

### Effectif
| Effectif 2022       | Effectif 2022     | Effectif 2022 | Effectif 2022              |
| Cycliste            | Date de naissance | Pays          | Équipe précédente          |
| ------------------- | ----------------- | ------------- | -------------------------- |
| Isotta Barbieri     | 19 avril 1995     | Italie        |                            |
| Sofia Barbieri      | 21 juin 1998      | Italie        |                            |
| Silvia Bortolotti   | 27 mai 2003       | Italie        |                            |
| Maryna Ivaniuk      | 19 septembre 1990 | Ukraine       | Astana Women's Team (2020) |
| Sara Martini        | 1 février 1991    | Italie        |                            |
| Viktoriia Melnychuk | 1 août 2025       | Ukraine       |                            |
| Chia Pedrelli       | 8 janvier 2002    | Italie        |                            |
| Anna Potokina       | 18 juin 1987      | Russie        | Lointek (2013)             |
|                     |                   |               |                            |
| Source : UCI        |                   |               |                            |

### Victoires

#### Sur route
| Victoires | Victoires | Victoires | Victoires | Victoires | Victoires |
| Date      | Course    | Pays      | Classe    | Vainqueur |           |
| --------- | --------- | --------- | --------- | --------- | --------- |

### Classement mondial
| Classement UCI | Classement UCI | Classement UCI | Classement UCI |
| Coureuse       | Coureuse       | Pays           | Points         |
| -------------- | -------------- | -------------- | -------------- |
| 1050e          | Maryna Ivaniuk | Ukraine        | 5 pts          |